# Maurice Abrahams
Maurice „Maur(e)y“ Abrahams (auch „Morey“ Abrahams; * 18. März 1883 in Odessa, Russisches Kaiserreich; † 13. April 1931 in New York City) war ein US-amerikanischer Songwriter und Musikverleger.

## Leben
Maurice Abrahams kam 1892 als Kind in die Vereinigten Staaten. Seit mindestens Mai 1907 arbeitete er im Unternehmen des Musikverlegers Frederic Allen Mills. 1910 erhielt er die US-amerikanische Staatsbürgerschaft. Er wurde Songwriter und schrieb populäre Ragtime-Songs in der Tin Pan Alley in New York City.

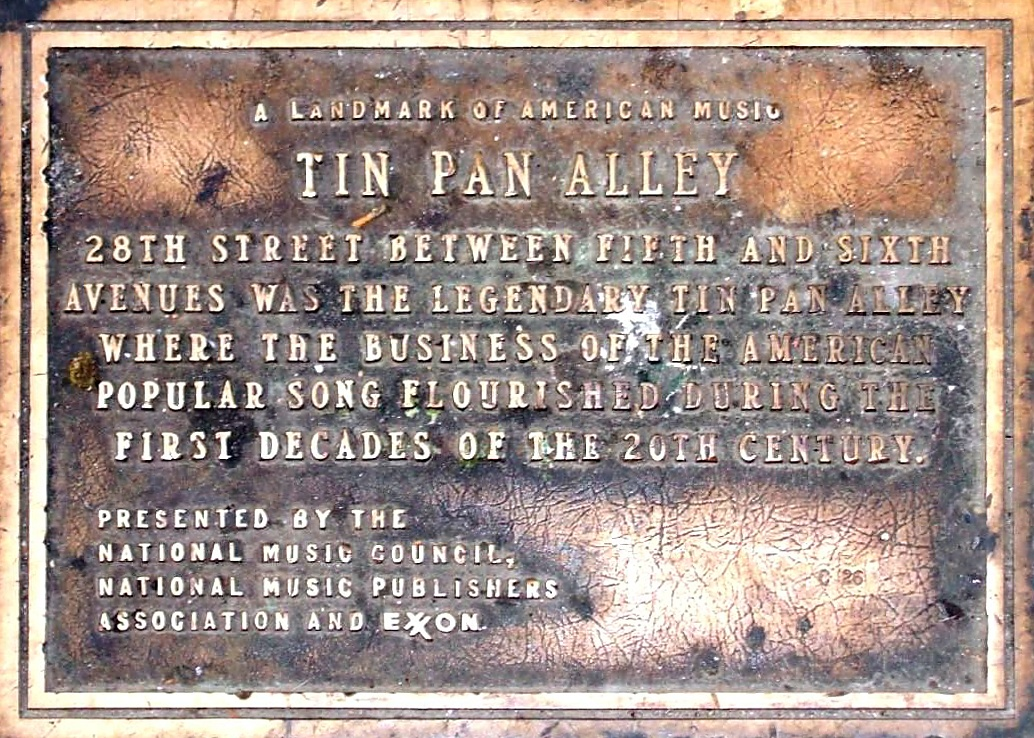
Tin Pan Alley Gedenktafel

 Im April 1912 begann er eine mit dem Mills-Konzern verbundene Songwriter-Partnerschaft mit Lewis F. Muir (1884–1915). Am 16. Mai 1912 begleite er den Sänger Al Wohlman bei einer Vaudevilleshow im V.C.C. Club am Klavier. Im Juli gastierten beide mehrere Wochen im Saratoga Hotel in Chicago, unter anderem mit ihrem Hit Ragtime Cowboy Joe. Bis 1913 veröffentlichte er mehrere erfolgreiche Songs mit Texten von Louis Wolfe Gilbert und Lewis F. Muir und arbeitete schon mindestens fünf Jahre in der Mills Publishing Company. Hier thematisierte er aktuelle Phänomene der Zeit und technologischer Errungenschaften wie das Besitzen eines Automobil in Get Out and Get Under oder eines Grammophones der Marke Victrola in They start the Victrola. Da er in der Musikszene gut vernetzt war und erfolgreich als Songwriter und Verleger tätig war, entschloss er sich Mitte 1913 sein eigenes Unternehmen, die Maurice Abrahams Music Company zu gründen. Im April mietete er Räume in 1570 Broadway und eröffnete sein Büro im Mai. Im Laufe des Jahres entstanden Niederlassungen in Chicago und Boston. Er selbst war Präsident und Chefkomponist, der Sänger Al Wohlman der Vizepräsident des Unternehmens. Mit ihm nahm er am 3. Juni 1913 als dessen Klavierbegleiter an einem Gesangswettbewerb bei Stauch’s auf Coney Island teil. Sie führten den Song The Pullman Porters on Parade auf, der sich im Laufe des Jahres zu einem Hit entwickelte. Get out and Get under wurde im November in mehreren Shows aufgeführt und entwickelte sich zu einem weiteren Hit. Im Januar 1914 erhielten beide Musikverleger ihr erstes gemeinsames Bühnenengagement bei The Corner’s in New York. Ihr Programm bestand aus den von ihnen bis dahin produzierten Songs. Get out and Get under entwickelte sich 1914 zu einem großen Erfolg mit Aufnahmen von Al Jolson und Bill Murray. Der Song wurde in der erfolgreichen Revue Hullo, Tango! verwendet. Im April 1914 traten Wohlman und Abrahams im Murray Hill Theatre und im September im Proctor’s Theater in Haarlem auf. Nach drei erfolgreichen Jahren fusionierte das Unternehmen im Juni 1916 mit Kalmar & Puck Inc. zu Kalmar Puck and Abrahams Consolidated Music Publishing Company. General manager wurde Mack Stark, Abrahams der Präsident. Gemeinsame Aktivitäten starteten mit einem gemeinsamen Katalog am 1. Februar 1917. Am 19. November 1917 begleitete er die Sängerin und Schauspielerin Mollie King (1898–1981) bei einem Revueprogramm zur Eröffnung des Loew’s Theatre in Montreal am Klavier. Es war eine Veranstaltung im Rahmen des Victory-Loan-Programms der kanadischen Regierung, um Geld für die Kosten des Ersten Weltkrieges zu sammeln. 1918 war Eddie Cox sein Gesangspartner. Sie sangen im März im Harlem Opera House. Im selben Monat löste sich die Kalmar Puck and Abrahams Consolidated Music Publishing Company auf. Die Rechte und Inhalte des Katalogs wurden von Waterson, Berlin & Snyder übernommen. Abrahams wurde Mitarbeiter des Unternehmens und fungierte als Professional Manager. 

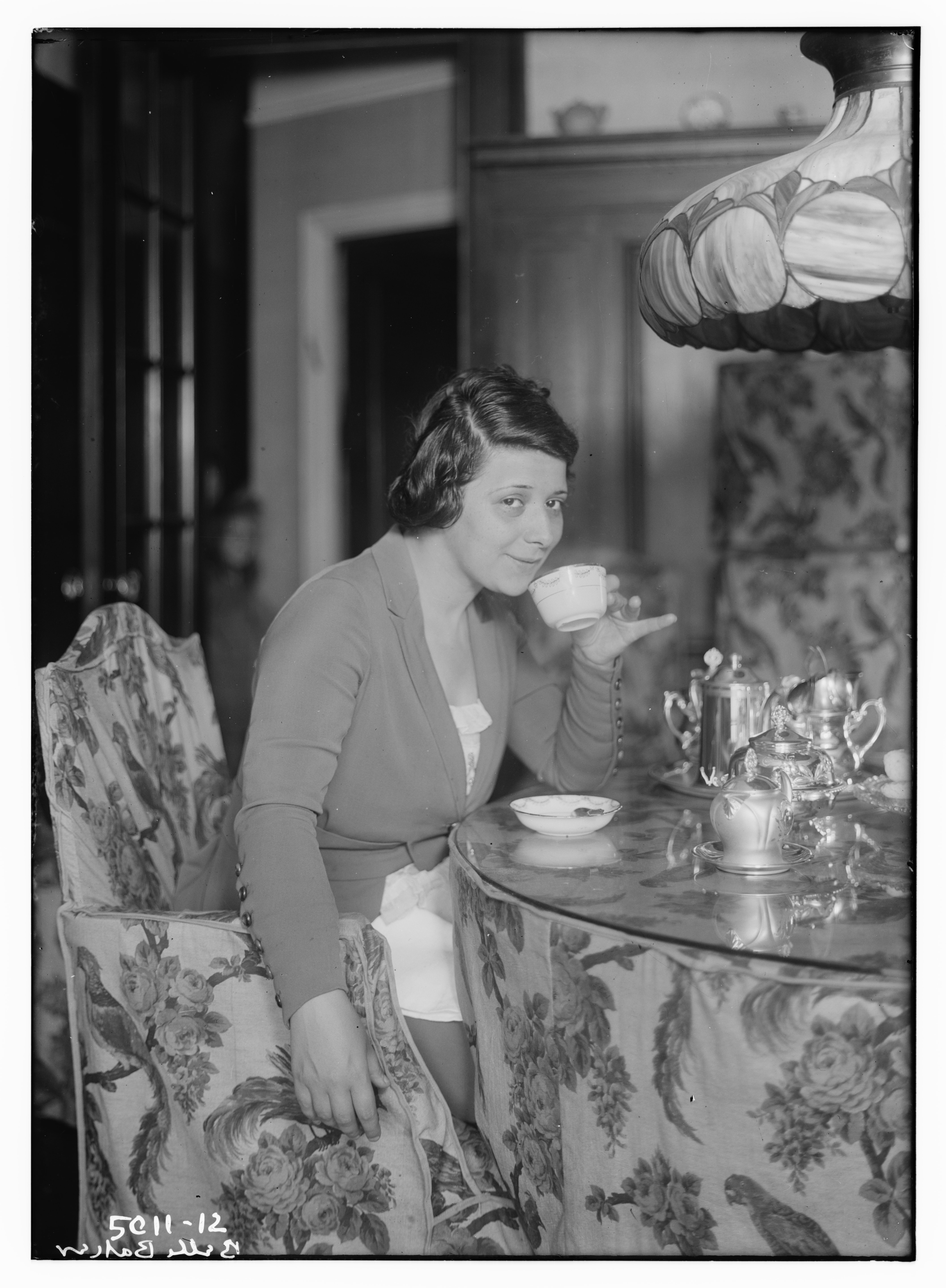
Belle Baker im Jahr 1919

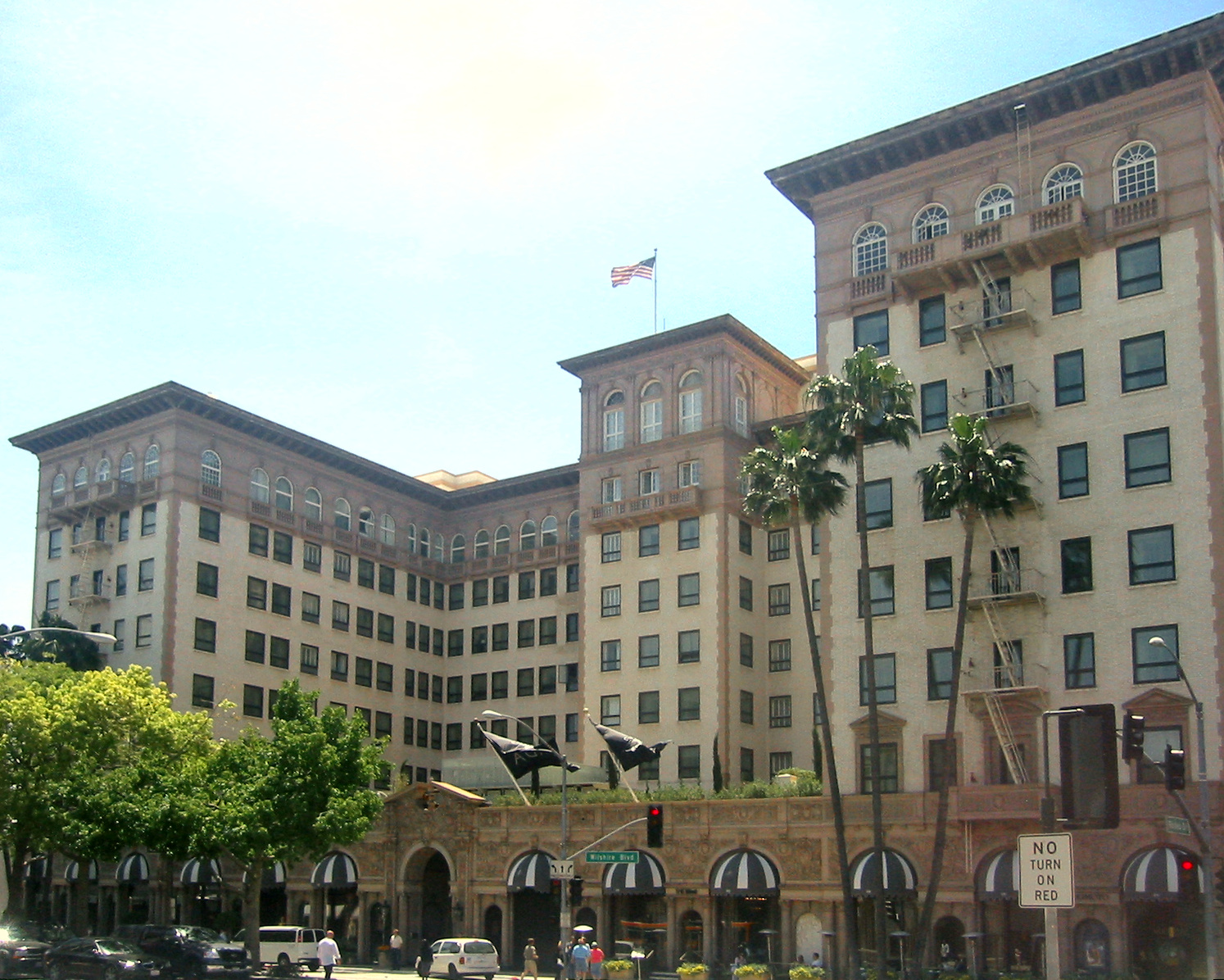
Beverly Wilshire Hotel, Los Angeles

Einige Songs schrieb er für Belle Baker (1893–1957). Sie trat als Künstlerin in Vaudeville-Shows auf. Am 10. November 1919 ließ sie sich von ihrem ersten Ehemann, dem Broadwayproduzenten Lew Leslie, scheiden und heiratete Abrahams am 16. Februar 1920 in Brooklyn. Ihr Sohn Herbert Abrahams, der sich als späterer Drehbuchautor Herbert Baker (1920–1983) nannte, wurde am 25. Dezember 1920 geboren. In den folgenden Jahren fungierte Maurice Abrahams als Belles Klavierbegleiter. 1923 verließ er Waterson, Berlin & Snyder und machte sich wieder als Musikverleger selbständig. Er trat nun wieder mit Al Wohlman in Vaudevilleshows auf. Nach einer Spielzeit als freiberuflicher Autor, arbeitete er ab Januar 1928 wieder als Musikverleger. Als Mitarbeiter fungierte Manny Joseph. Ihr Büro befand sich im Hilton Building. Im Juni 1929 ging die Familie gemeinsam zu den Dreharbeiten für den von Edward Small produzierten Tonfilm, The song of love, nach Los Angeles. Belle verließ den Broadway, um die Hauptrolle in ihrem ersten Film zu spielen. In dieser Zeit lebten sie im 1928 eröffneten Beverly-Wilshire-Hotel. Ende Oktober kehrten sie nach New York zurück. 1930 zog er sich als Musikverleger zurück und war Manager des New Yorker Büros der The Edward Small Company. Vor allem fungierte er zu dieser Zeit als persönlicher Manager seiner Frau. Im Frühjahr 1931 hatte er gemeinsam mit seiner Frau ein Engagement am Stanley Theater mit vier Auftritten am Tag. An drei aufeinanderfolgenden Sonntagen begleitete er sie bei einem von der NBC im Rundfunk gesendeten Künstlerporträt. Noch am Vorabend seines Todes hätte er seine Frau bei einem Gesangsauftritt im The Commodore Hotel am Klavier begleiten sollen. Es war ein vom New Yorker Bürgermeister Jimmy Walker veranstaltetes Dinner. Auf Grund eines Schwächeanfalls wurde der Auftritt abgesagt. Nach der Rückkehr in seine Wohnung 585 West End Avenue verstarb er dort in den frühen Morgenstunden des 13. April 1931 mit der Diagnose eines Herzinfarktes. Er wurde am 14. April 1931 auf dem Cypress Hills Cemetery, heute Mount Judah cemetery, in Ridgewood, Queens County, New York, bestattet. Abrahams engagierte sich für die Urheberrechte und war Mitglied der American Society of Composers, Authors and Publishers und des Direktoriums der Music Publisher’s Protective Association. Weiter war er Mitglied der Grand Street Boys, der Friars Munn Lodge of Mason und der Jewish Theatrical Guild.

## Werke (Auswahl)

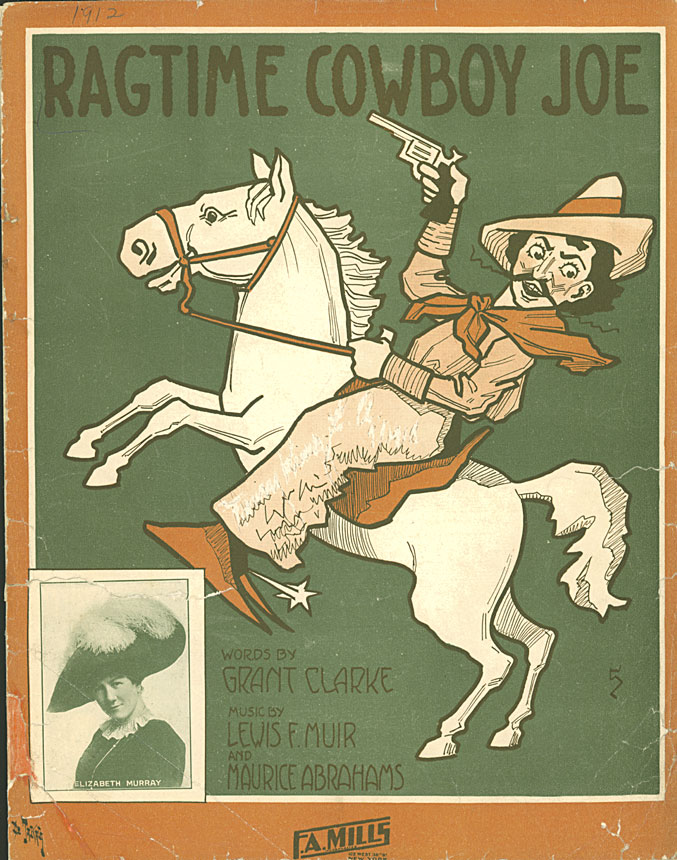
Titelblatt „Ragtime Cowboy Joe“

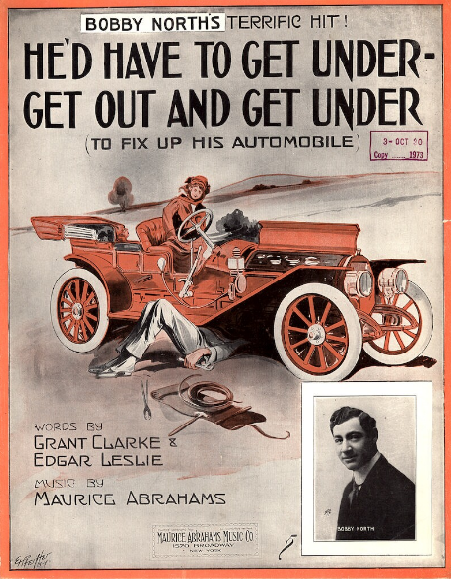
Titelblatt „Get out and get under“

- Buck Dance Bill, Text: Edgar Leslie, Musik: Lewis F. Muir und Maurice Abrahams, 27. Februar 1912 (Digitalisat der Digitalen Sammlungen der Baylor University) Incipit: At a ball in a hall where the couples were a swayin’. Incipit Chorus: Oh Bill! oh Bill! better let ’er go Bill. Publiziert bei F. A. Mills. Buck Dance ist eine frühe Form des Stepptanzes. Im März 1912 wurde der Song von The Howze Sisters, Nell und Fannie Howze, aufgeführt.[47]
- Ragtime Cowboy Joe, Text: Grant Clarke (1893–1931), Musik: Lewis F. Muir und Maurice Abrahams, 3. Mai 1912. Publiziert bei F. A. Mills (Digitalisat der Knowledge Bank der Ohio State University) Einspielung am 23. April 1912 auf Victor mit Bob Roberts und Orchester und am 25. September von Edward Meeker (1874–1937) auf Tonwalze für den Edison Phonograph veröffentlicht. Es folgten viele weitere Aufnahmen von verschiedenen Künstlern.
- Hitchy koo, gemeinsam mit Louis Wolfe Gilbert und Lewis F. Muir geschrieben, 9, August 1912. Incipit: If you’ve got an ear for music then just gather near. Incipit Chorus: Oh ev’ry evening hear him sing. Aufgeführt wurde der Song unter anderem vom Bariton Henry Lewis. (Digitalisat der Digitalen Sammlungen der Baylor University) Einspielung mit dem American Quartet und Orchester am 14. Oktober 1912 auf Victor veröffentlicht. Ins Vaudeville wurde der Song von Al Jolson eingeführt.[48]
- Oh! What I’m going to do to you. Text: Edgar Leslie und Grant Clarke. 5. Oktober 1912. Publiziert bei F. A. Mills. Einspielung mit Ada Jones (1873–1922) und Walter van Brunt (1892–1971) 1913 als A-1282 bei Columbia veröffentlicht.
- Don’t break my heart. Text: Text: Edgar Leslie. 27. September 1912. Publiziert bei F. A. Mills
- Bye, Bye Sal.  Text: Edgar Leslie, Musik: Lewis F. Muir und Maurice Abrahams, 25. Oktober 1912. Publiziert bei F. A. Mills. Incipit: Oh come now Sally let’s be gay though I must go away. Incipit Chorus: Bye, bye Sally see you some more.[49]  (Digitalisat der Digitalen Sammlungen der Baylor University)
- Colonial days. Text: Louis Wolfe Gilbert, Musik: Lewis F. Muir und Maurice Abrahams. 29. Oktober 1912. Publiziert bei F. A. Mills.
- Oh! What a night! Text: Louis Wolfe Gilbert, Musik: Lewis F. Muir und Maurice Abrahams. 2. Dezember 1912. Publiziert bei F. A. Mills. Incipit: You say I’m looking tired and you tell me I look bad. Incipit Chorus: Oh, oh, oh, oh, oh what a night![50]
- Let’s go to Savannah. Text: Louis Wolfe Gilbert, Musik: Lewis F. Muir und Maurice Abrahams. 16. Dezember 1912. Publiziert bei F. A. Mills. Einspielung von Arthur Collins und Byron G. Harlan mit Orchester am 10. Januar 1913 bei Victor veröffentlicht.
- The Pullman Porters on Parade. Text: Ren G. May, (Pseudonym von Irving Berlin) 13. Mai 1913. Publiziert von der Maurice Abrahams Music Co.[10][51] Eingespielt von Al Jolson am 4. Juni 1913 auf Columbia und am 30. Juni von Wiliam J. Halley auf Victor.[52][53]
- Oh, you million dollar doll. Text: Edgar Leslie und Grant Clark (1893–1931). 15. Mai 1913. Publiziert von Maurice Abrahams Music Co.[54] Eingespielt am 16. Oktober 1913 vom Peerless Quartet auf Columbia.
- At that Booly Wooly Wild West Show, Text: Edgar Leslie und Grant Clark. 16. August 1913. Publiziert von Maurice Abrahams Music Co. Eingespielt am 21. November 1913 vom Peerless Quartet in Camden auf Victor.[55][56]
- Youre the most wonderful girl in the world, Text: Edgar Leslie und Grant Clark. 27. August 1913. Publiziert von Maurice Abrahams Music Co.[57]
- He’d Have to Get Under — Get Out and Get Under (to Fix Up His Automobile), Text:Grant Clarke und Edgar Leslie. Publiziert von Maurice Abrahams Music Co.. 1. November 1913[58] Eingespielt von Billy Murray am 14. November 1913 auf Victor.[59]
- On te steps of the great white capitol, Text: Edgar Leslie und Grant Clark. 17. Januar 1914. Publiziert von Maurice Abrahams Music Co.[60] Eingespielt von Billy Murray am 28. Januar 1913 in Camden auf Victor.
- 20th Century Rag, Text: Grant Clarke und Edgar Leslie. 29. Januar 1914. Publiziert von Maurice Abrahams Music Co. Eingespielt von Billy Murray am 30. April 1913 in Camden auf Victor.[61]
- He’d push it along, Text: Grant Clarke und Edgar Leslie, 5. März 1914. Publiziert von Maurice Abrahams Music Co.[62] Eingespielt am 25. März 1914 in New York von William J. Halley auf Victor.[63]
- Do they love it, Text Grant Clark, 7. April 1914.
- Why are you breaking my heart, Text: Grant Clark, 17. April 1914.
- Please do my familiy a favor and love me, Text: Grant Clark, 8. Mai 1914[64] Eingespielt am 16. Mai 1914[65]
- All he does is follow them around, Text: Grant Clark, 9. Mai 1914.[66] Eingespielt am 18. Mai 1914 in New York von William J. Halley auf Victor.[67]
- Johnny is getting it now, Oh Goody, oh Goody, Text: Grant Clarke, 8. Juni 1914. Publiziert von Maurice Abrahams Music Co.
- I can’t believe you really love me, Text:Grant Clarke, 10. Juni 1914. Publiziert von Maurice Abrahams Music Co.[68] Eingespielt am 17. Juli von dem Tenor Billy Watkins mit Orchester auf Victor.[69]
- They start the Victrola (and go dancing round the floor), Text: Grant Clark, 30. Juli 1914, veröffentlicht beu Maurice Abrahams Music Co.[70][71] Eingespielt am 21. August 1914 in Camden von Billy Murray mit Orchester auf Victor[72]
- When the Grown Up Ladies Act like Babies, Two Step. 17. Oktober 1914. veröffentlicht bei Maurice Abrahams Music Co.[73] Eingespielt am 3. Dezember 1914 in New York von Al Jolson auf Columbia.[74]
- Ruff Johnson’s harmony band, Text: Shelton Brooks (1886–1975), 18. Dezember 1914. Eingespielt am 4. Dezember 1914 in Camden von William J. Halley.[75] Weiter Einspielung von Arthur Collins und Byron G. Harlan mit Orchester au Columbia.[76]
- You great big bashfull doll, 21. Dezember 1914. Veröffentlicht bei Maurice Abrahams Music Co.[77]
- Cheer up oder Better times will soon be here, Text: Joe Young und Edgar Leslie, 8. Januar 1915. Veröffentlicht bei Maurice Abrahams Music Co. Eingespielt am 17. Februar 1915 in New York von William J. Halley mit Orchester.[78]
- I want to be way down yonder in the cornfield, Text: Joe Young und Edgar Leslie, 4. Februar 1915.[79]
- She goes out a-fishing. with her hook and her line, Text: Edgar Leslie Joe Goodwin, 13. April 1915
- Mr, Wilson we’re with you, Text: Bernie Grossmann und Hermann Jacobson. 1. Juni 1915.
- Take me to the midnight cake walk ball, Text: Eddie Cox und Arthur Jackson, 24. Juni 1915[80]
- Is there still room for me ’Neath the Old Apple Tree, Text: Edgar Leslie, und Lew Brown, 20. Oktober 1915[81] Veröffentlicht bei Maurice Abrahams Music Co.
- I’ve got a Million Dollars worth of love for you. Text: Herbert Moore. Musik: Maurice Abrahams and Archie Gottler. 2. September 1916
- Why Sherman went marching through Georgia. Text: Herbert Moore. Musik: Maurice Abrahams. 18. Dezember 1916
- I’ll open the door and Close the door. Text: Lew Brown. 13. April 1917. Publiziert bei Kalmar Puck & Abrahams cons. inc. music pub., New York
- Pray for sunshine, but always be prepared fo publiziert am r rain. Text: Sam Lewis und Joe Young. 16. August 1917. Publiziert bei Kalmar Puck & Abrahams cons. inc. music pub., New York. Eingespielt von Al Jolson mit Orchester auf Columbia.
- There’s a Million Heroes in each Corner of the U.S.A, Text: Sam Lewis und John Young, 22. November 1917. Publiziert bei Kalmar Puck & Abrahams cons. inc. music pub.[82]
- Big Chief Kill-a-Hun, Text:Alfred Bryan, Edgar Leslie, 17. September 1918. Publiziert bei Kalmar Puck & Abrahams cons. inc. music Pub.[83]
- Willie or will he not, Text: Sam M. Lewis und Joe Young, 24. Februar 1919, publiziert bei Waterson, Berlin & Snyder Co., New York
- You made me forget how to cry, Text: Sam M. Lewis und Joe Young, 30. August 1920. Publiziert bei Waterson, Berlin & Snyder, New York
- When the gold turns to gray, you will be the same girl to me, Text: G. W. Eichert, 30. Januar 1923, publiziert bei M. Abrahams Inc.
- Leanore. Text. Frank Galassi. 31. August 1926, publiziert bei Maurice Abrahams Inc. New York. Fassung mit Ukulele und Klavierbegleitung
- High-High-High up in the hills, Text: Sam M. Lewis und Joe Young 17. Dezember 1926, publiziert bei Shapiro, Bernstein & Co., Inc., New York, Fassung mit Ukulele und Klavierbegleitung
- Everybody loves my Girl, Text: Sam M. Lewis und Joe Young, Foxtrott, Oui, Papa !, französischer Text: Bataille-Henri, 10. Juni 1928
- Sweet Ida Joy, Text: Will J. Harris, 2,. Januar 1929. Publiziert bei Spier & Coslow Inc., New York
- Take everything but you, Text: Elmer Colby, 17. September 1929. Publiziert bei De Sylva, Brown & Henderson Inc., New York. Aus dem Film Song of Love, gesungen von Belle Baker.
- That’s my new girl now, Text:Jean Herbert, Musik: zusammen mit Frank Galassi
- Let them take everything but you

## Rezeption
Im Februar 1913 erschien in The New York Clipper eine Seite mit dem Titel Popular Writers of Popular Songs. [Beliebte Schreiber beliebter Lieder]. Abrahams wurde der erste Abschnitt mit einer Fotografie gewidmet. Er wird als “one of the most tactful, energetic and most able professional men in the Music Business” [taktvollsten, energischsten und fähigsten professionellen Männer im Musikgeschäft] bezeichnet. Die Variety nennt ihn in ihrer Ausgabe vom 15. April “one of the finest and sweetest-tempered men in Tin Pan Alley” [einer der feinsten und sanftmütigsten Männer der Tin Pan Alley]. In der Ausgabe vom 18. April 1931 vom Motion Picture Herald erschien ein Nachruf von Ed Dawson, in dem Maurice (Murray) Abrahams als “one of the most beloved characters” [einer der beliebtesten Charaktere] der Tin Pan Alley bezeichnet.